# 迫田裕治
迫田 裕治（さこだ ゆうじ、1968年〈昭和43年〉6月26日 - ）は、日本の警察官僚。警視総監（第100代）。

## 来歴
大阪府出身。1991年（平成3年）、東京大学法学部を卒業し、警察庁に入庁。
入庁後、愛媛県警察警備部公安課長、沖縄県警察警務部参事官、内閣官房内閣参事官、警察庁警備局公安課長、警察庁警備局外事情報部外事課長などを歴任。
2019年（令和元年）8月20日、長崎県警察本部長に就任。在任中、ローマ教皇来訪時の警備などの対応にあたった。
2020年（令和2年）8月24日、警視庁公安部長に就任。
2021年（令和3年）9月16日、警察庁警備局外事情報部長に就任。
2022年（令和4年）8月30日、警察庁警備局警備運用部長に就任。
2023年（令和5年）6月27日、警察庁警備局長に就任。在任中の2024年（令和6年）1月1日に能登半島地震が発生し、これを受けて設置された災害警備本部長を務め、第50回衆議院議員総選挙の際には要人警護に尽力した。
2025年（令和7年）1月28日、警視総監に就任。大川原化工機を巡る冤罪事件で、警視庁は8月7日、検証報告書を公表し、警視総監として謝罪した。迫田自身、大川原化工機事件の捜査当時警察庁外事課長を務めており、「責任は私にもある」と反省の弁を述べた。

## 略歴
- 1991年4月 - 警察庁採用[14]
- 1994年8月 - 愛媛県警察本部警備部公安課長[14]
- 1995年8月 - 外務省アジア局北東アジア課[14]
- 1997年8月 - 警察庁海外調査研究員（ニューヨーク大学）[14]
- 1998年8月 - 警察庁警備局外事課課長補佐[14]
- 2000年8月 - 外務省研修所[14]
- 2001年2月 - 在オーストリア日本国大使館二等書記官[14]
- 2001年4月 - 在オーストリア日本国大使館一等書記官[14]
- 2004年8月 - 警視庁公安部外事第三課長[14]
- 2006年9月 - 警察庁警備局外事情報部国際テロリズム対策課理事官[14]
- 2007年7月 - 警察庁長官官房企画官兼警察庁警備局外事情報部外事課理事官[14]
- 2008年8月 - 沖縄県警察本部警務部参事官[14]
- 2010年8月 - 警察庁長官官房国際課国際協力室長[14]
- 2011年7月 - 警察庁警備局外事情報部外事課不正輸出対策官[14]
- 2011年12月 - 警察庁警備局外事情報部国際テロリズム対策課国際テロリズム情報官[14]
- 2014年2月 - 警視庁公安部参事官[14]
- 2015年3月 - 内閣官房内閣参事官（国家安全保障局）[14]
- 2017年2月 - 警察庁警備局公安課長[14]
- 2018年4月 - 警察庁警備局外事情報部外事課長[14]
- 2019年8月 - 長崎県警察本部長[6][14]
- 2020年8月 - 警視庁公安部長[7]
- 2021年9月 - 警察庁警備局外事情報部長[8][14]
- 2022年8月 - 警察庁警備局警備運用部長[9][14]
- 2023年6月 - 警察庁警備局長[2][14]
- 2025年1月 - 警視総監[3][14]